# Привокзальна (Львів)
Місцевість Львова розташована навколо Головного залізничного вокзалу Львова. Розташована у Франківському та Залізничному районах. Привокзальна відіграє виняткове значення у транспортному сполученні Львова – тут розташовано Львівський приміський вокзал та Львівське трамвайне депо N1 
Головною вулицею Привокзальної є Городоцька.

## Історія
Розвиток Привокзальної розпочався з 1861 року, коли було збудовано Львівський залізничний вокзал, 1866 року тут було збудовано Чернівецький вокзал – до наших днів він не зберігся, однак на його місці 1996 року збудовано Приміський вокзал.
Також 1895 року через Привокзальну прокладено першу у Львові трамвайну колію, спочатку кінну, згодом електричний трамвай. 1904 року було збудовано сучасний вокзал «Львів-головний».
1952 року Львівський вокзал було з'єднано з центром міста першою у Львові тролейбусною лінією, яка була прокладена через Привокзальну.

## Головні об'єкти
На Привокзальній розташовано багато важливих об’єктів інфраструктури, деякі з них мають виняткове значення для життя міста.
- Приміський вокзал.
- Ринок Привокзальний.
- Торговий центр «Скриня».
- Церква Святих Ольги і Єлизавети.
- Церква Великомученика Георгія (Юрія) Побідоносця.
- Пам’ятник Степанові Бандері.
- Будинок науки і творчості Львівської залізниці.
- Трамвайне депо № 1.
- Автостанція № 8.
- Синагога Цорі-Ґілод.
- Львівський локомотиворемонтний завод.
- Художній ліцей при Львівській національній академії мистецтв.